# Большой Патом (село)
Большой Патом — село в Бодайбинском районе Иркутской области. Входит в Жуинское муниципальное образование.

## География
Находится на левом берегу реки Большой Патом, в 120 км (по прямой) к северу от центра сельского поселения, посёлка Перевоз.

## Население
| 2002 | 2010 | 2011 | 2012 |
| ---- | ---- | ---- | ---- |
| 102  | ↘54  | ↘53  | ↘52  |